# Плевроциум
Плевро́циум, также плеврозий, плеврозиум (лат. Pleurozium) — род гипновых листостебельных мхов семейства Гилокомиевые (Hylocomiaceae), включающий один широко распространённый в бореальной зоне Северного полушария вид — плевроциум Шребера (Pleurozium schreberi).
Плевроциум Шребера участвует в круговороте азота и углерода, образуя симбиоз с азотфиксирующими цианобактериями.  Играет важную роль в эмиссии парниковых газов с поверхности бореальных лесов.
Активно используется в биомониторинге атмосферного загрязнения тяжелыми металлами и другими элементами. Накопление элементов в мхе зависит от высоты над уровнем моря. Исследование в Татранском национальном парке показало, что P. schreberi, растущий на больших высотах, содержит более высокие концентрации Cd, Cu, Cr, Fe, Mn, Pb, V и Zn.
Экстракты плевроциума Шребера обладают антиоксидантными, антибактериальными и противогрибковыми свойствами. Их активность зависит от фитоценоза, в котором произрастает мох.

## Описание

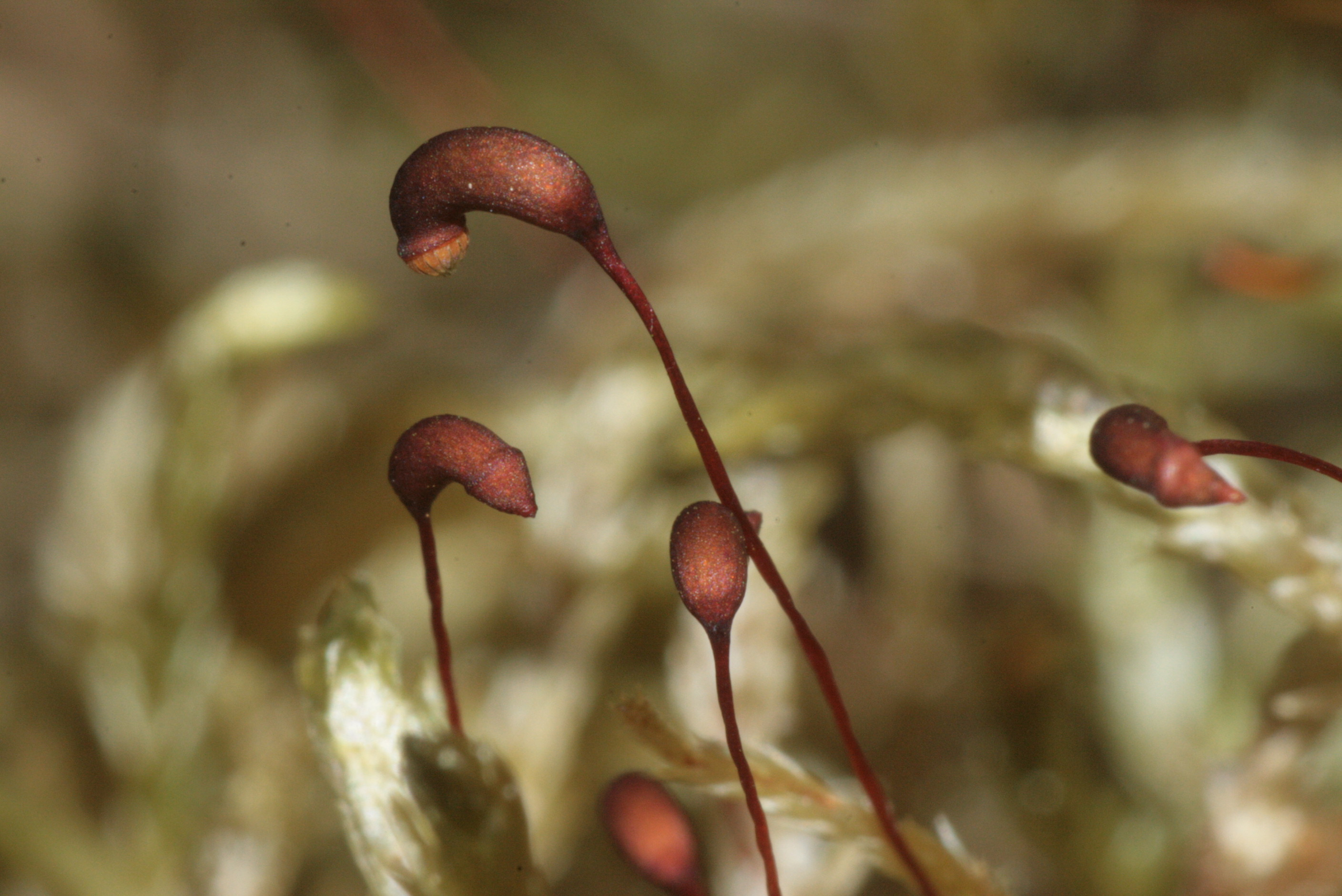
Коробочки

Двудомный листостебельный мох, образующий крупные рыхлые дерновинки. Стебель прямостоячий или восходящий, неправильно моноподиально ветвящийся, красноватый, до 16 см длиной.
Листья 1,5—2,8×0,8—1,5 мм, немного прижатые до оттопыренных, у верхушки стебля густые, яйцевидно-эллиптической формы, вогнутый, со слабозубчатым концом. Клетки листьев линейные, изгибающиеся, в основании листа более широкие, жёлтые или оранжевые.
Коробочка наклонённая до горизонтальной, продолговато-яйцевидной формы, с конической крышечкой, часто изогнутая. Ножка красная. Перистом двойной.
Внутренний транспорт воды в стеблях P. schreberi происходит как симпластическим, так и апопластическим путями, в отличие от Hylocomium splendens, у которого отсутствует апопластический транспорт на длинные дистанции. Эта разница объясняет различную устойчивость этих видов к высыханию.
Геном плевроциума Шребера был секвенирован и аннотирован, что открывает новые возможности для изучения его физиологии и эволюции.

## Распространение
Обычный мох в различных типах леса, изредка встречается на болотах.
Широко распространён в Северном полушарии в Евразии и Северной Америке, также известен из Северной Африки, Южной Америки и с островов Атлантического океана. 
Генетическое разнообразие P. schreberi в Польше низкое. Исследование на основе atpB-rbcL спейсера хлоропластной ДНК выявило всего четыре гаплотипа. 

## Таксономия
Название рода образовано от др.-греч. πλευρά — «бок» и όζος — «почка», «ветвь» и, вероятно, отсылает к ветвистости стеблей мха. Видовое название дано в честь немецкого ботаника Иоганна Христиана Шребера (1739—1810).

### Синонимы
- Calliergon schreberi (Willd. ex Brid.) Grout, 1908
- Calliergonella schreberi (Willd. ex Brid.) Grout, 1931
- Hylocomium schreberi (Willd. ex Brid.) De Not., 1867
- Hypnopsis schreberi (Willd. ex Brid.) Podp., 1921
- Hypnum schreberi Willd. ex Brid., 1801basionym